# 50739 Gracecook
50739 Gracecook è un asteroide della fascia principale. Scoperto nel 2000, presenta un'orbita caratterizzata da un semiasse maggiore pari a 2,5583381 au e da un'eccentricità di 0,2275913, inclinata di 14,42366° rispetto all'eclittica.